# North Bonneville (Washington)
North Bonneville est une ville américaine située dans le comté de Skamania, dans l'État de Washington. Selon le recensement de 2010, sa population est de 956 habitants.